# Кулкарни, Бхакти
Бхакти Кулкарни (англ. Bhakti Kulkarni; 19 мая 1992, Гоа) — индийская шахматистка, гроссмейстер среди женщин (2012).

## Биография
В 2011 году победила на чемпионате Азии по шахматам среди юниорок. В 2013 году была первой на международном турнире по шахматам среди женщин в Чехии — «Open Vysočina». В 2016 году победила на чемпионате Азии по шахматам среди женщин.
Представляла сборную Индии на командном чемпионате Азии по шахматам, в котором участвовала два раза (2009, 2016). В индивидуальном зачёте завоевала бронзовую (2009) медаль.